# Elisabeth Rethberg

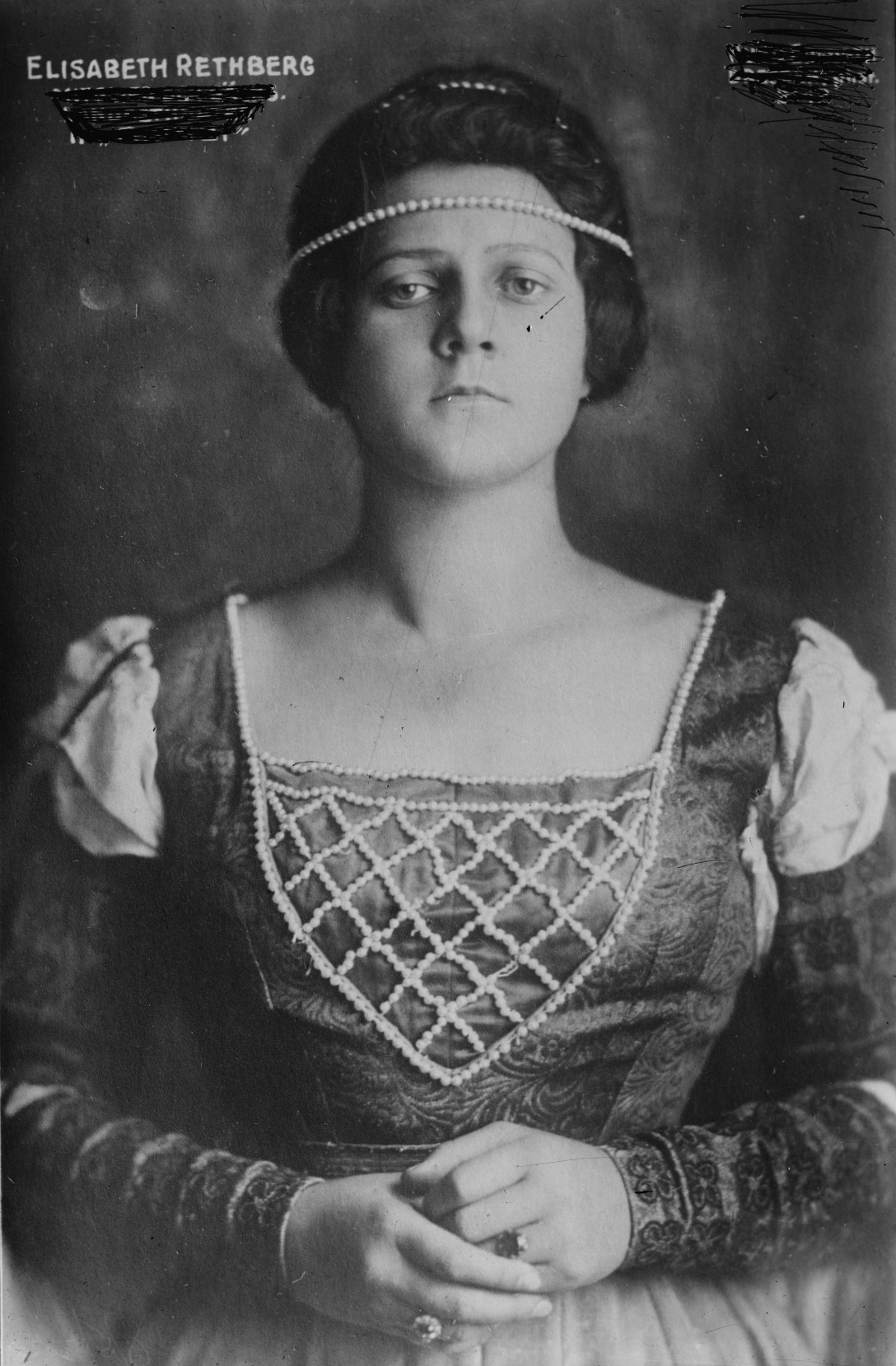

Elisabeth Rethberg, pseudonimo di Elisabeth Sättler (Schwarzenberg (Monti Metalliferi), 22 settembre 1894 – Yorktown, 6 giugno 1976), è stata un soprano tedesco.

## Biografia
Studiò con Otto Watrin al conservatorio di Dresda, debuttandovi nel 1915 come Arsena nell'operetta Lo zingaro barone con Richard Tauber ed esibendosi poi regolarmente alla Semperoper fino al 1922.
In quell'anno debuttò al Metropolitan nel ruolo di Aida, stabilendosi definitivamente negli Stati Uniti e iniziando una lunga collaborazione con il Met protrattasi per un ventennio, raggiungendo 381 recite e affrontando circa 30 ruoli, frequentemente come partner dei maggiori tenori dell'epoca, come Beniamino Gigli e Giacomo Lauri Volpi. Si esibì anche a Chicago e San Francisco.
Nello stesso periodo fu presente anche in Europa, in particolare al Covent Garden (nel 1925 e dal 34 al 39), a Salisburgo, Milano (Aida e La Valchiria alla Scala), ripetutamente ancora a Dresda (dove nel 1928 partecipò alla prima mondiale di Elena egizia) e a Vienna (debutto nel 22 come Aida). Apparve anche a Buenos Aires (Aida con la direzione di Tullio Serafin).
Il repertorio fu alquanto vasto, spaziando da Mozart (Le nozze di Figaro, Don Giovanni) fino a Verdi (oltre ad Aida, Il trovatore, Un ballo in maschera, Simon Boccanegra, Otello), Puccini (Madama Butterfly, Tosca) e Giordano (Andrea Chenier), oltre ai ruoli wagneriani di Elsa, Eva, Siglinde.
Sul piano vocale si caratterizzò, come riferiscono le cronache dell'epoca, per il particolare timbro argentino ed estremamente penetrante che, nonostante i rudimentali mezzi tecnici, risulta chiaramente avvertibile nelle numerose testimonianze discografiche, sia in studio che dal vivo, stagliandosi sul suono orchestrale, e di frequente sulle altre voci, in maniera netta e caratteristica rispetto ai documenti sonori dell'epoca
Si ritirò dall'attività nel 1942. Sposò George Cehanovsky, storico baritono comprimario del Met.

## Repertorio
- Ludwig van Beethoven
  - Fidelio (Leonore)
- Peter Cornelius
  - Il barbiere di Bagdad (Margiana)
- Umberto Giordano
  - Andrea Chénier (Maddalena di Coigny)
- Charles Gounod
  - Faust (Margherita)
- Fromental Halévy
  - L'ebrea (Rachel)
- Ruggero Leoncavallo
  - Pagliacci (Nedda)
- Pietro Mascagni
  - Cavalleria rusticana (Santuzza)
  - Iris (Iris)
  - Il piccolo Marat (Mariella)
- Giacomo Meyerbeer
  - L'africana (Sélika)
- Italo Montemezzi
  - L'amore dei tre re (Fiora)
- Wolfgang Amadeus Mozart
  - Il ratto dal serraglio (Costanza)
  - Le nozze di Figaro (Contessa d'Almaviva)
  - Don Giovanni (Donna Anna - Donna Elvira)
  - Il flauto magico (Pamina)
- Giacomo Puccini
  - La bohème (Mimì)
  - Tosca (Floria Tosca)
  - Madama Butterfly (Cio-Cio-San)
- Ottorino Respighi
  - La campana sommersa (Silvana)
- Primo Riccitelli
  - I compagnacci (Anna Maria)
- Gioachino Rossini
  - Guglielmo Tell (Matilde d'Asburgo)
- Bedřich Smetana
  - La sposa venduta (Mařenka)
- Johann Strauss (figlio)
  - Lo zingaro barone (Arsena)
- Richard Strauss
  - Il cavaliere della rosa (La Marescialla)
  - La donna senz'ombra (L'Imperatrice)
  - Elena egizia (Elena)
- Giuseppe Verdi
  - Il trovatore (Leonora)
  - Simon Boccanegra (Amelia Grimaldi)
  - Un ballo in maschera (Amelia)
  - La forza del destino (Donna Leonora di Vargas)
  - Aida (Aida)
  - Otello (Desdemona)
- Richard Wagner
  - Lohengrin (Elsa di Brabante)
  - Tannhäuser (Elisabeth - Venere)
  - La Valchiria (Sieglinde)
  - I maestri cantori di Norimberga (Eva)
  - Sigfrido (Brunilde)
- Carl Maria von Weber
  - Il franco cacciatore (Agata)

## Discografia
- Madama Butterfly (selez.), con Joseph Bentonelli, Douglas Stanbury, dir. Wilfrid Pelletier - dal vivo Met 1934 ed. EJS
- Lohengrin (selez.), con Lauritz Melchior, Maria Olzewska, dir. Artur Bodanzky - dal vivo Met 1934 ed. EJS
- I maestri cantori di Norimberga, con Friedrich Schorr, Emanuel List, Eduard Habich, Julius Huehn, dir. Artur Bodanzky - dal vivo Met 1936 ed. EJS/Guilde
- Il trovatore (atto IV), con Giovanni Martinelli, Richard Bonelli, Kathryn Meisle, dir. Gennaro Papi - dal vivo Met 1936 ed. Lyric Distribution
- Don Giovanni (Donna Anna), con Ezio Pinza, Virgilio Lazzari, Luise Halletsgruber, Dino Borgioli, Bidu Sayão, dir. Bruno Walter - dal vivo Salisburgo 1937 ed. Melodram/Legato Classics/Urania
- Otello, con Giovanni Martinelli, Lawrence Tibbett, dir. Ettore Panizza - dal vivo Met 1938 ed. EJS/Guilde/Naxos
- Simon Boccanegra, con Lawrence Tibbett, Ezio Pinza, Giovanni Martinelli, Leonard Warren, dir. Ettore Panizza - dal vivo Met 1939 ed. Arkadia/Myto/Opera Lovers
- Otello,con Giovanni Martinelli, Lawrence Tibbett, dir. Ettore Panizza - dal vivo Met 1940 ed. EJS/Guilde/Lyric Distribution
- Le nozze di Figaro (Contessa), con Ezio Pinza, Licia Albanese, John Brownlee, Jarmila Novotná, dir. Ettore Panizza - dal vivo Met 1940 ed. EJS/Guilde/Cantus Classics
- Lohengrin, con Lauritz Melchior, Kerstin Thorborg, Julius Huehn, Emanuel List, dir. Erich Leinsdorf - dal vivo Met 1940 ed. Walhall/Arkadia/Guild